# З тобою і без тебе (фільм, 1973)
«З тобою і без тебе» (рос. «С тобой и без тебя») — радянський художній фільм режисера Родіона Нахапетова, знятий у 1973 році за мотивами повісті Михайла Жестєва «Степанида Базиріна». У дебютній стрічці режисера, на думку кінознавців, була закладена основа його творчого почерку. У 1976 році картина була удостоєна премії «Золота Феміна» на кінофестивалі в Брюсселі. Марина Нейолова, яка зіграла у фільмі головну роль, одержала за неї свою першу нагороду — приз глядацького журі на всесвітньому кінофорумі у Белграді.

## Сюжет
Сільська дівчина Стеша (Марина Нейолова) живе легко і безтурботно. У неї є любляча мати (Майя Булгакова) і наречений Іван Суханов (Станіслав Бородокін) — активіст сільськогосподарської артілі. Правда, погуляти по селу удвох закоханим вдається нечасто: Іван постійно зайнятий громадськими справами. Ця завантаженість роботою заважає молодій людині побачити, які палкі погляди кидає на Стешу житель далекого хутора Федір Базирін (Юозас Будрайтіс).
Одного разу Федір влаштовує викрадення чужої нареченої: кидає дівчину в віз і, не звертаючи уваги на її крики і протести, привозить у власний будинок. Розлючена Стеша спочатку влаштовує розгром у «вовчому лігві» хуторянина, б'є горщики і посуд; потім, забившись у куток, всю ніч слухає його зізнання. Вранці, коли до хутора добирається Іван, супроводжуваний міліцією, дівчина виходить на ґанок і оголошує, що відтепер вона не Стеша, а Степанида Базиріна.
Незабаром Федір відправляється на базар. Вдало розпродавши товар, він йде по торгових рядах, вибираючи подарунки для коханої. Повернувшись додому, виймає з великої коробки наряди — сукні, туфлі, хустки. Стеша розчулена: ніхто і ніколи не балував її так, як цей суворий небагатослівний чоловік. Бажаючи похвалитися обновками перед подружками, дівчина відправляється в рідне село. Зустрівши Івана, який не може примиритися з відходом нареченої, вона пояснює, що відтепер буде жити своїм життям.
Життя на хуторі вміщує багато: восени і взимку Стеша, відчуваючи себе відрізаною від світу, довго дивиться в вікно; влітку вона із задоволенням управляється з господарськими справами. Єдине, що турбує її та чоловіка, — постійні чутки про те, які долітають до них, що якщо родина не запишеться до колгоспу, то Федора відправлять на висилку.
Одного разу до них приходить офіційне запрошення з'явитися на засідання артілі. Стеша сама йде в село. На засіданні відбувається її чергова зустріч з Іваном. Почувши від Суханова, що Федір занадто міцно зачепився за свій хутір, дівчина заявляє, що вона, побатрачивши в минулі часи, відтепер хоче відчувати себе справжньою господинею. Однак спокійного життя Федір вже не чекає: він забирає з двору начиння, вкриває в лісі худобу. Після однієї зі сварок Стеша збирає свої речі і повертається в село. Базирін, якому спогади про недовге сімейне щастя не дають спокою, залишає будинок і відправляється слідом за дружиною.

## У ролях
- Марина Нейолова — Стеша
- Юозас Будрайтіс — Федір Базирін
- Станіслав Бородокін — Іван Суханов
- Майя Булгакова — мати Стеші
- Володимир Зельдін — батько Федора
- Віктор Косих — Гришка
- Микола Пастухов — Роман
- Валентин Зубков — слідчий
- Іван Косих —  епізод

## Знімальна група
- Режисер — Родіон Нахапетов
- Сценарій — Олександр Попов, Михайло Жестєв
- Оператор —  Сергій Зайцев
- Художник — Іван Пластинкін
- Композитор —  Богдан Троцюк
- Звукорежисер —  Веніамін Кіршенбаум